# والاس سميث
والاس سميث (بالإنجليزية: Wallace Smith)‏ هو لاعب كرة قدم بريطاني (وحمل سابقاً جنسية المملكة المتحدة لبريطانيا العظمى وأيرلندا) في مركز الهجوم، ولد في 1881 في كوفنتري في المملكة المتحدة، وتوفي في 1 يوليو 1917 في المملكة المتحدة. لعب مع برادفورد سيتي وليستر سيتي ونادي كيترينغ تاون ونادي نورثامبتون تاون وهال سيتي وRothwell Town F.C. ‏.